# Premier Raid sur Banu Thalabah
Le Premier Raid sur Banu Thalabah se déroula en août, 627AD dans le 4e mois de, 6AH du calendrier islamique, sous le commandement de Muhammad ibn Maslamah ,,